# 三寶院
三寶院（さんぼういん）是位在日本京都府京都市伏見區的真言宗醍醐派總本山醍醐寺的院家（塔頭）之一。本尊彌勒菩薩、開基（創立者）為勝覺。修驗道當山派的本山。醍醐寺五門跡之一。三寶院庭園是豐臣秀吉舉行「醍醐之花見」之際，親自設計的名庭。

## 關連項目
- 古都京都的文化財

## 外部連結
- 醍醐寺 （页面存档备份，存于）